# (1366) Piccolo
(1366) Piccolo est un astéroïde de la ceinture principale découvert le 29 novembre 1932 par l'astronome belge Eugène Joseph Delporte.
Le nom de l’astéroïde est dérivé du mot italien pour « petit ». Il s’agit d’un pseudonyme d’Auguste Cauvin, rédacteur en chef du journal belge Le Soir.

## Historique
Le lieu de découverte, par l'astronome belge Eugène Joseph Delporte, est Uccle.
Sa désignation provisoire, lors de sa découverte le 29 novembre 1932, était 1932 WA.

## Caractéristiques
Sa distance minimale d'intersection de l'orbite terrestre est de 1,472 570 ua.